# Partizione dell'unità
In topologia, una partizione dell'unità relativa ad uno spazio topologico {\displaystyle X} è una famiglia di funzioni continue {\displaystyle \lambda _{i}:X\to \mathbb {R} } che soddisfino le seguenti proprietà:
- {\displaystyle 0\leq \lambda _{i}(x)\leq 1} per ogni {\displaystyle i}
- in ogni punto, solo un numero finito di funzioni ha valore non nullo
- la somma di tutte queste funzioni è identicamente uno:

{\displaystyle \sum _{i\in I}\lambda _{i}(x)=1}
Questa somma è finita in ogni punto (e quindi la definizione è indipendente dal concetto di somma infinita) per la condizione precedente.

Una partizione dell'unità composta da quattro funzioni. La linea tratteggiata indica la somma delle funzioni in ogni punto

L'esistenza di una partizione dell'unità è spesso data in relazione ad un particolare ricoprimento: si dice che la partizione è subordinata al ricoprimento {\displaystyle U_{i}} di {\displaystyle X} se il supporto di {\displaystyle \lambda _{i}} è contenuto in {\displaystyle U_{i}} per ogni indice {\displaystyle i}.
Nel contesto della geometria differenziale si aggiunge la richiesta della liscezza delle funzioni {\displaystyle \lambda _{i}}: in questo caso per distinguere si parla di partizione differenziabile dell'unità.
La paracompattezza dello spazio è una condizione necessaria all'esistenza di una partizione dell'unità. A seconda del contesto, può anche essere sufficiente.